# Rudolf Krohne
Rudolf Krohne est un homme politique allemand, né le 6 septembre 1876 à Rendsburg (Province du Schleswig-Holstein) et mort le 17 juin 1953 à Berlin.
Membre du Parti populaire allemand (le DVP), il est ministre des Transports de 1924 à 1926 ainsi que ministre de l'Économie en 1925.

## Hommage et décoration
- 1926 : doctor honoris causa de l'université technique Carolo-Wilhelmina de Brunswick
- 1952 : commandeur de l'ordre du Mérite de la République fédérale d'Allemagne

## Ouvrages
- Der Zusammenbruch und der Wiederaufbau der deutschen Seeschiffahrt, 1928
- Luftgefahr und Luftschutzmöglichkeiten in Deutschland. Verlag Deutscher Luftschutz, Berlin, 1928